# Hallonbukig kardinal
Hallonbukig kardinal (Passerina rositae) är en fågel i familjen kardinaler inom ordningen tättingar.

## Utseende
Rositakardinalen är en mycket vacker finkliknande fågel. Hanen är omisskännlig, elektriskt blå och skär med en bruten vit ögonring. Honan är mycket mer färglös, men känns igen på ögonringen och skärblå anstrykning på undersidan.

## Utbredning och systematik
Fågeln är endemisk för ett smalt område med kullar utmed Stillahavssluttningen i Oaxaca och allra sydvästligaste Chiapas i sydvästra Mexiko. Den behandlas som monotypisk, det vill säga att den inte delas in i några underarter.

## Levnadssätt
Hallonbukig kardinal hittas i buskigt skogslandskap och i skogsbryn, ofta i kanjoner med permanent vattentillgång. Den ses enstaka eller i smågrupper födosökande bland gräs eller i fruktbärande träd och buskar.

## Status
Hallonbukig kardinal har ett begränsat utbredningsområde, inom vilket habitatdegradering och utbyggnad av infrastruktur pågår som tros drabba arten negativt. IUCN kategoriserar arten som nära hotad. Beståndet uppskattas till mellan 20 000 och 50 000 vuxna individer.